# واودریکورت، سومه
واودریکورت، سومه (به فرانسوی: Vaudricourt, Somme) یک کمون در فرانسه است که در Canton of Friville-Escarbotin واقع شده‌است.

## خصوصیات
واودریکورت ۲٫۹۸ کیلومترمربع مساحت و ۴۵۳ نفر جمعیت دارد و ۲۷ متر بالاتر از سطح دریا واقع شده‌است.